# Hieronymus Bosch
Hieronymus Bosch [ɦijeːˈɾoːnimʏs ˈbɔs] (sau Jeroen Bosch sau Hieronymus van Aken [jeɪˈɾoːnimʏs vɑn ˈaːkə(n)]; n. 1450, 's-Hertogenbosch, Țările de Jos – d. august 1516, 's-Hertogenbosch, Țările de Jos) a fost un pictor olandez renascentist, a cărui operă fantastică și grotescă ilustrează în principal păcatul și decăderea umană.

## Note biografice

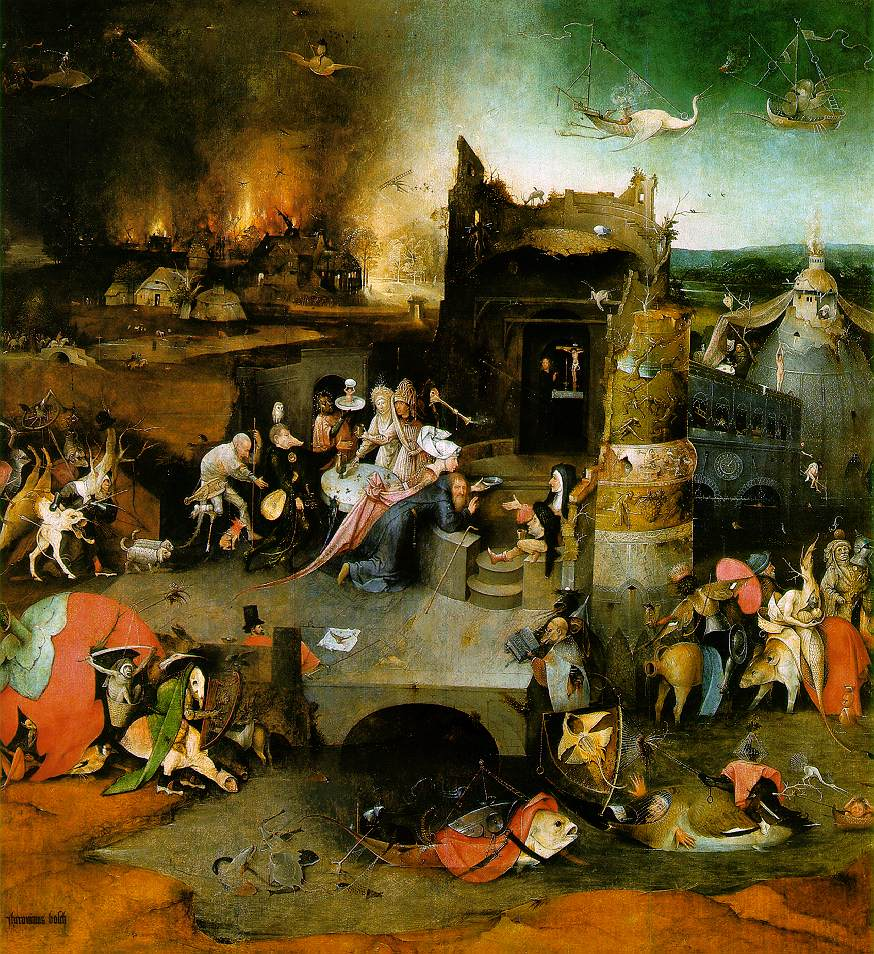
Hieronymus Bosch: Tripticul Ispitele Sfântului Anton - Tabloul central, 1505-06 - Museu Nacional d'Arte Antiga, Lisabona

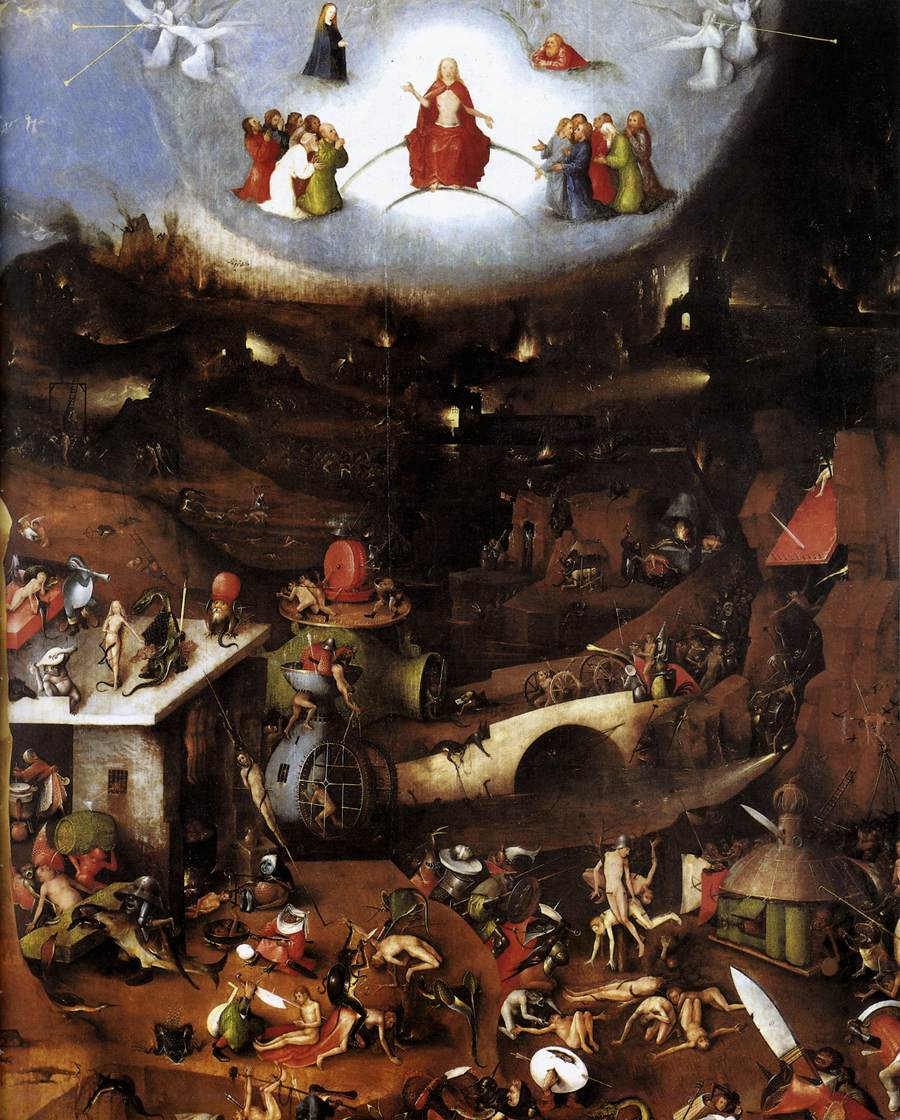
Hieronymus Bosch: Tripticul Judecata de Apoi - Tabloul central, 1500-1510 - Akademie der Bildenden Künste, Viena

## Opera artistică

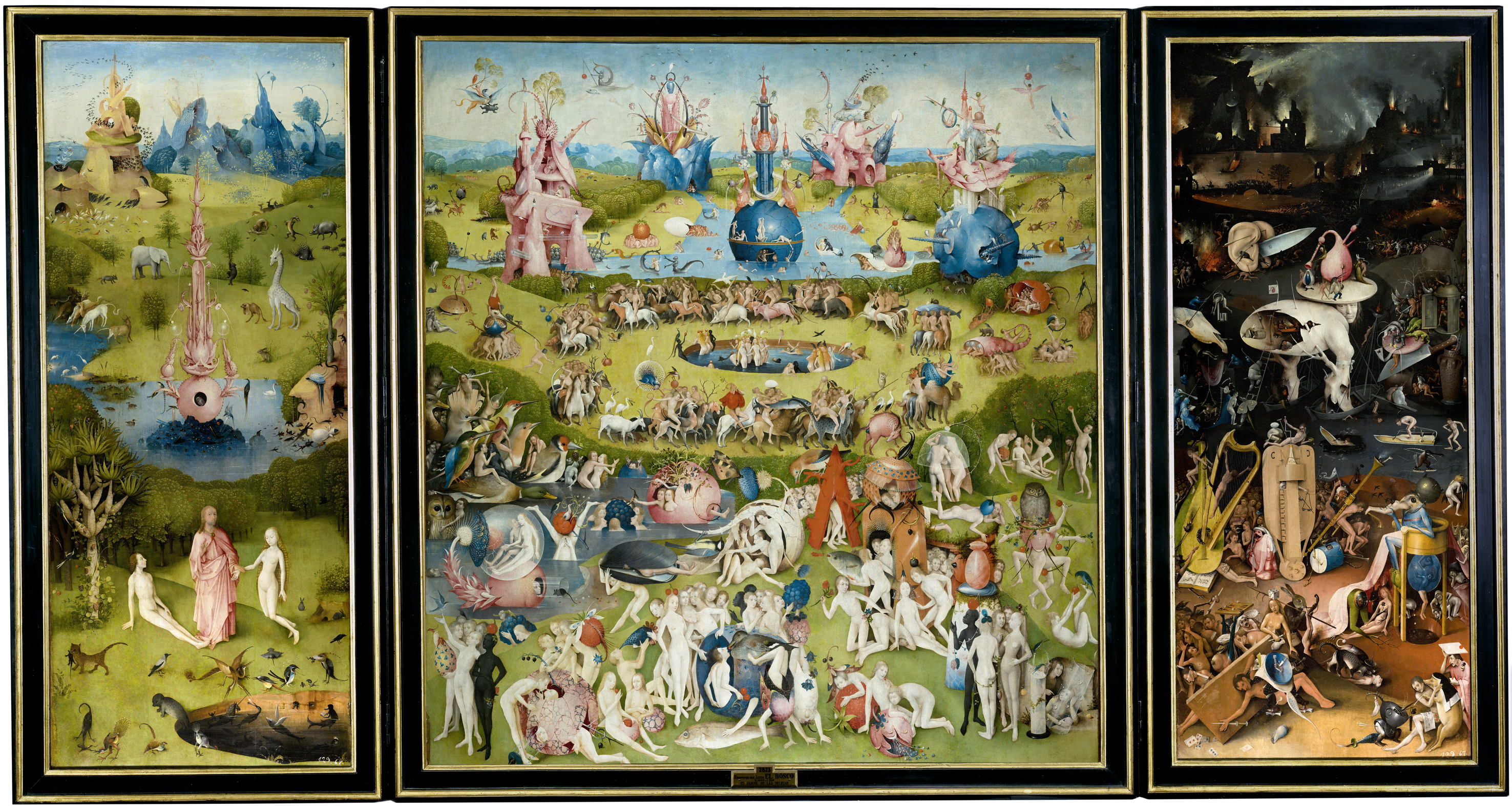
Hieronymus Bosch: Tripticul Grădina deliciilor, 1503-04 - Museo del Prado, Madrid

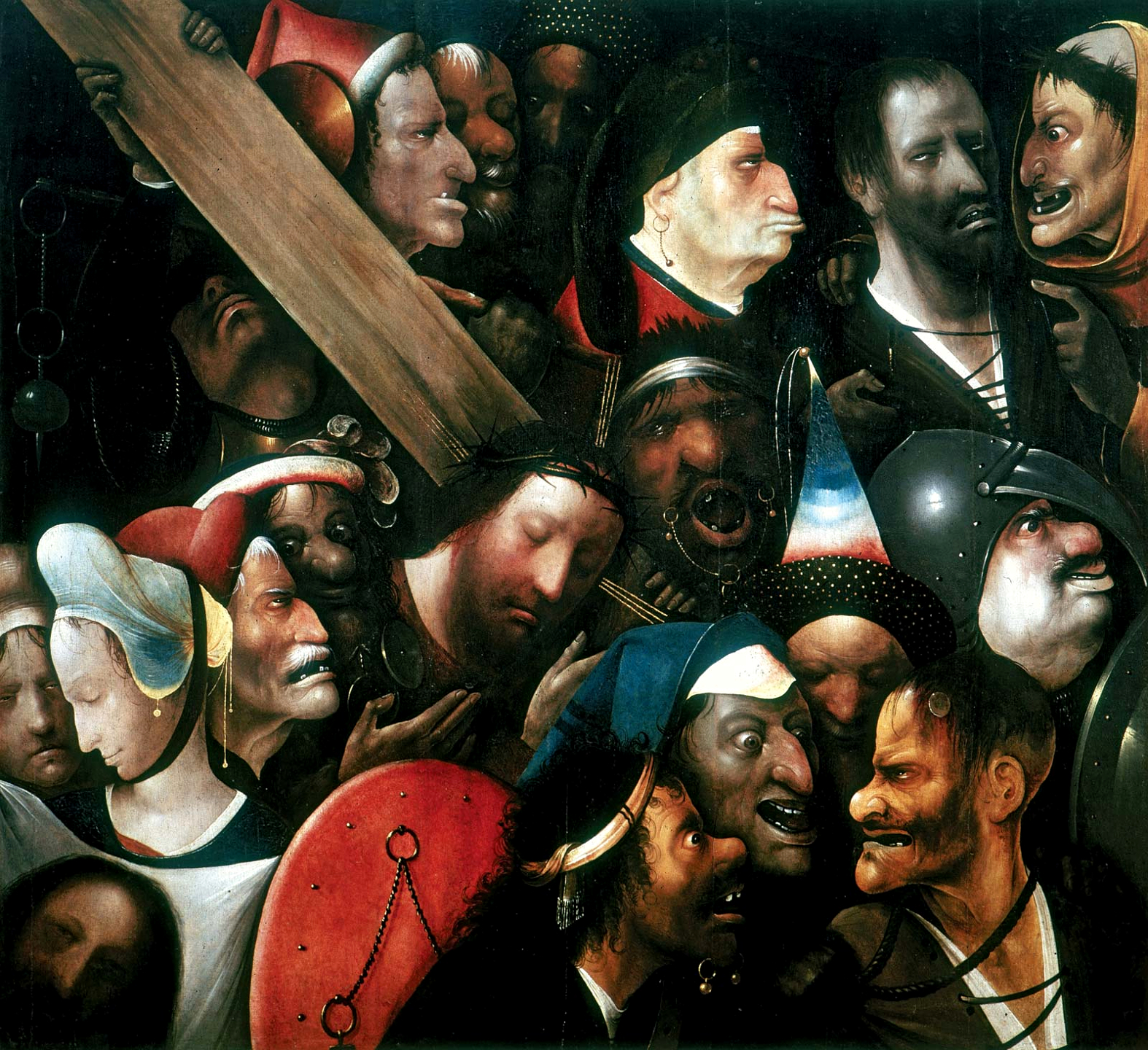
Hieronymus Bosch: Purtarea Crucii, 1515-1516 - Museum voor Schone Kunsten, Gent